# 개릿 라이언
개릿 라이언(영어: Garrett Ryan, 1999년 8월 14일 ~ )은 미국의 배우이다.

## 출연 작품

### 영화
- 2011년 쥬디 무어의 썸머 어드벤쳐 - 로키 역
- 2013년 오큘러스 - 어린 팀 러셀 역
- 2015년 더 베터 하프

### 드라마
- 2007년 크리미널 마인드 시즌 3 - 헤이든 역
- 2007년 CSI : 뉴욕 시즌 4 - 젊은 드류 베드포드 역
- 2009년 히어로즈 시즌 4 - 크리스토퍼 쿨리지 역
- 2013년 더 밀러스 시즌 1 - 어린 네이선 역